# إعزوزن (أتسافت)
إعزوزن (بالتيفيناغ ⵉⵄⵥⴻⵣⵏ)هو دُوَّار يقع بجماعة تسافت، إقليم الدريوش، جهة الشرق في المملكة المغربية. ينتمي الدوّار لمشيخة أتسافت التي تضم 13 دوار. يقدر عدد سكانه بـ 586 نسمة حسب الإحصاء الرسمي للسكان والسكنى لسنة 2004.

## روابط خارجية
- البوابة الوطنية للجماعات الترابية
- المندوبية السامية للتخطيط